# Bảo tàng Podlaskie ở Białystok
Bảo tàng Podlaskie ở Białystok (tiếng Ba Lan: Muzeum Podlaskie w Białymstoku) là một bảo tàng tọa lạc tại số 10 Quảng trường chợ Kościuszko, Białystok, Ba Lan. Đây là bảo tàng lớn nhất trong tỉnh Podlaskie.

## Lịch sử
Bảo tàng được thành lập vào năm 1949 theo một nghị định của Bộ Văn hóa và Nghệ thuật với tư cách là bảo tàng khu vực đầu tiên trong lịch sử của thành phố. Trong năm đầu hoạt động, trụ sở của bảo tàng là cánh phải đã được tái thiết của Cung điện Branicki. Vào tháng 3 năm 1950, bảo tàng được chuyển đến tòa nhà Branicki ở số 6 phố Kiliński, tòa nhà này được xây dựng vào nửa sau thế kỷ 18. Vào ngày 1 tháng 1 năm 1952, bảo tàng được quốc hữu hóa và được Bảo tàng Quốc gia ở Warsaw tiếp quản. Năm năm sau, Bảo tàng Khu vực được xếp hạng bảo tàng cấp huyện. Ngày 13 tháng 9 năm 1958, bảo tàng có trụ sở mới là tòa nhà được xây dựng lại từ tòa thị chính trước đây. 
Bảo tàng được đổi tên thành Bảo tàng Nhà nước ở Białystok vào ngày 27 tháng 4 năm 1998. Sau đó, tên của bảo tàng được đổi thành Bảo tàng Podlasie ở Białystok vào ngày 25 tháng 4 năm 2000. Từ ngày 1 tháng 1 năm 2020, bảo tàng do Bộ Văn hóa và Di sản Quốc gia và tỉnh Podlaskie đồng điều hành. Một hợp đồng 10 năm về vấn đề này đã được ký kết vào ngày 17 tháng 12 năm 2019.